# Смирнов, Михаил Павлович (купец)
Михаи́л Па́влович Смирно́в (1860 — после 1917) — царскосельский купец, член III Государственной думы от Санкт-Петербургской губернии.

## Биография
Православный. Из семьи зажиточного крестьянина Угличского уезда Ярославской губернии.
Окончив министерское училище, в течение 7 лет служил сперва помощником управляющего, а затем управляющим библиотекой. Затем поступил управляющим в большой мануфактурный магазин, в каковой должности прослужил 18 лет.
В 1896 году переехал в город Царское Село, где владел двумя крупными мануфактурными магазинами, считавшимися лучшими в городе. Записался в купцы 1-й гильдии, стал домовладельцем Царского Села. Состоял членом многих благотворительных обществ, попечителем женской гимназии, директором тюремного комитета, а также церковным старостой.
В 1907 году был избран в члены III Государственной думы от 1-го и 2-го съездов городских избирателей Санкт-Петербургской губернии. Входил во фракцию октябристов. Состоял членом комиссий: о торговле и промышленности, по рабочему вопросу, по народному образованию и о мерах к упорядочению хлебной торговли.
Судьба после 1917 года неизвестна. Был женат.